# 江拥辉
江拥辉（1917年12月12日—1991年2月13日），原名江祥桂，男，江西省瑞金县人，中国人民解放军少将。

## 生平
1917年12月12日，出生于江西省瑞金县陂下村一个贫困家庭。1931年12月，在县农民协会免费读书的江祥桂志愿加入中国共产主义青年团，由支部书记华干忠给江祥桂重新起名为江拥辉。1933年5月，江拥辉参加中国工农红军，1934年10月随红军踏上长征路。后在1935 年加入中国共产党。
抗日战争期间，先后担任了八路军115师鲁南支队6团副政委、14团政委、山东军区滨海军区13团团长等职务。第二次国共内战期间，率部奔赴东北参战，并担任东北民主联军1纵1师副师长兼参谋长、后接替梁兴初任师长，此后部队改为中国人民解放军第38军，江拥辉担任112师师长，后升任38军参谋长。
在朝鲜战争期间, 任中国人民志愿军第38军副军长、军长，被称为“虎将”。
朝鲜战争结束后，1955年4月，江拥辉奉命到锦州学习文化，同年9月被授予少将军衔，荣获二级八一勋章、二级独立自由勋章、一级解放勋章。1957年8月，被调任至沈阳军区任职副参谋长。1960年5月，担任旅大警备区副司令员职务。1962年6月，任旅大警备区司令员。1964年8月，任沈阳军区参谋长，1968年5月至1983年10月，任沈阳军区副司令员。
1983年10月15日，中共中央军委任命江拥辉为福州军区司令员。同年10月25日上午，江拥辉登专机从沈阳到福州，次日接替前任司令员杨成武工作。1985年5月，响应国家百万大裁军政策，将所属福州军区与南京军区合并后退休、返回沈阳养老，期间写就了回忆录、纪实作品《三十八军在朝鲜》，此书于1989年2月由辽宁人民出版社出版。
1991年2月13日12时，江拥辉在沈阳去世，时任中央军委副主席的迟浩田上将为其书写挽联、称赞其为“铁流勇将”。

## 作品
《三十八军在朝鲜》ISBN 9787205093181